# Cerro Doña Ana
Cerro Doña Ana är ett berg i Chile.   Det ligger i provinsen Provincia de Elqui och regionen Región de Coquimbo, i den centrala delen av landet, 400 km norr om huvudstaden Santiago de Chile. Toppen på Cerro Doña Ana är 5 690 meter över havet.
Terrängen runt Cerro Doña Ana är bergig österut, men västerut är den kuperad. Cerro Doña Ana är den högsta punkten i trakten. Runt Cerro Doña Ana är det mycket glesbefolkat, med 4 invånare per kvadratkilometer.. Det finns inga samhällen i närheten. 
Trakten runt Cerro Doña Ana är ofruktbar med lite eller ingen växtlighet.